# Tricked Into Happiness
Tricked Into Happiness è un cortometraggio muto del 1912 diretto da Lloyd B. Carleton.

## Produzione
Il film fu prodotto dalla Lubin Manufacturing Company.

## Distribuzione
Distribuito dalla General Film Company, il film - un cortometraggio in una bobina - uscì nelle sale statunitensi il 7 febbraio 1912 e in quelle britanniche il 28 marzo 1912.